# قائمة أقدم الجامعات المستمرة بالعمل في العالم

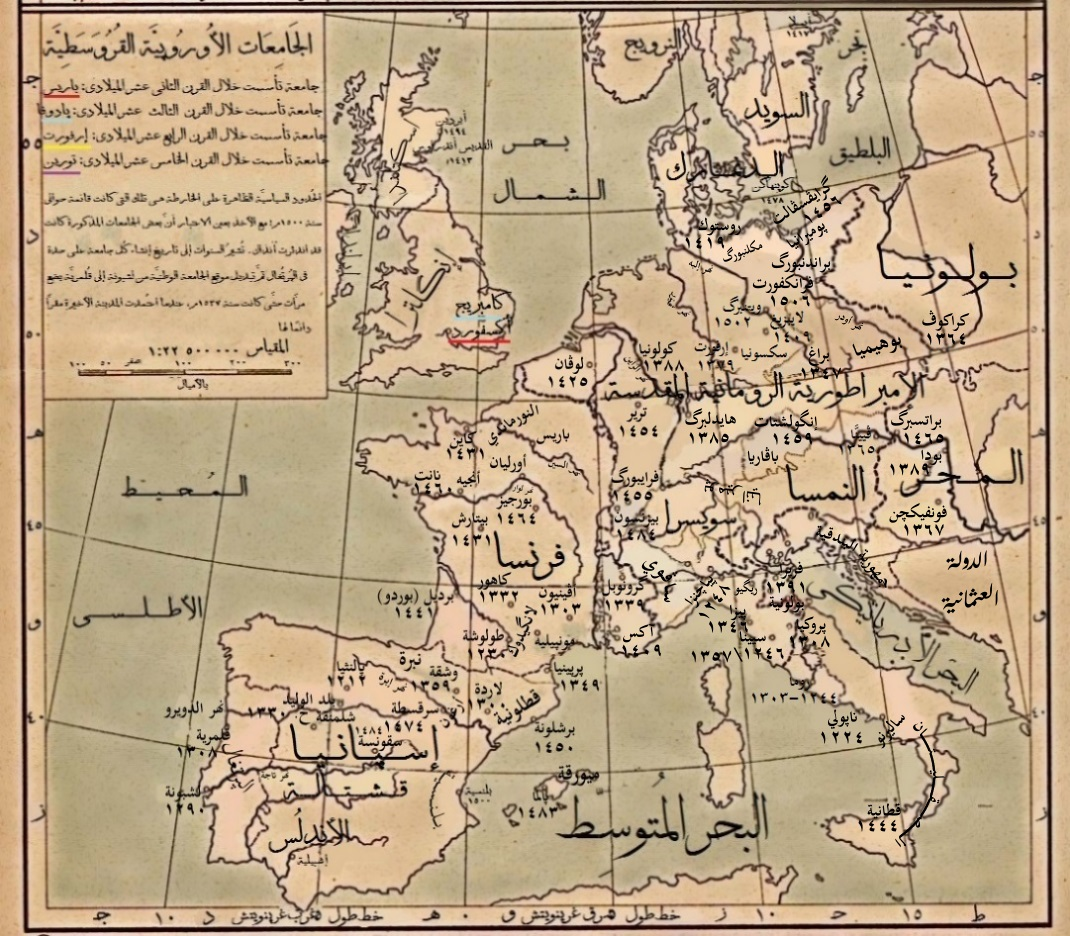
خريطة جامعات العصور الوسطى.

تتضمن قائمة أقدم الجامعات في العالم أقدم جامعات العالم التي لا زالت عاملة إلى الآن. يجب أن يحقق المعهد التعليمي التعريف التقليدي للجامعة المتعارف عليه في فترة إنشائها حتى تُدرج الجامعة في هذه القائمة. وحُدد وقت إدراج كل جامعة في هذه القائمة بحسب التاريخ الذي استوفت فيه المؤسَّسة التعريف التقليدي للجامعة حتى وإن كانت موجودة قبل هذا التاريخ كنوع آخر من المؤسَّسات التي لا تُحقق كل شروط التعريف المُتفق عليها. يصف هذا التعريف الجامعة بشكلٍ عام بأنَّها المؤسَّسات التي تتمتَّع بسمات هيكليَّة وقانونيَّة تطوَّرت في أوروبا في عصر النهضة، وأن تكون أكثر من مجرد مركز للتعليم العالي والدراسة، والتي تجعل من الجامعة مؤسَّسة مختلفة عن غيرها من مؤسَّسات التعليم العالي التي ظهرت في العصور الوسطى والقديمة، وهكذا يجب أن تكون الجامعة قد تأسَّست قبل عام 1500 في أوروبا أو أن تكون مُشتقة من النموذج الأوروبي حتى ولو كانت في أي بلد أو منطقة من العالم، ويجب أن تكون الجامعة لاتزال مستمرة بالعمل حتى اليوم هذا مع الحفاظ على استمراريَّة العمل فيها طوال تاريخها، ولذلك تمَّ استبعاد بعض الجامعات المُبكِّرة وأبرزها جامعة باريس التي ألغتها الثورة الفرنسية عام 1793، رغم ظهورها بصورة جديدة عام 1896 بعد أنَّ حلَّ قانون لويس لارد نظام جامعات نابليون في فرنسا.
اشتُقَّت كلمة university من المصطلح اللاتيني universitas magistrorum et scholarium والذي يعني «مجتمع المُعلِّمين والعلماء»، وقد استخدمت هذه الكلمة لأول مرة في جامعة بولونيا الإيطالية التي تأسَّست عام 1088 لتكون الجامعة الأولى في أوروبا والعالم. تعود أصول العديد من جامعات القرون الوسطى إلى المدارس الكاثدرائية المسيحية أو مدارس الرهبانية التي تعود إلى القرن السادس، وقد عملت هذه الجامعات كمدارس لمئات من السنين قبل أن تتحول إلى جامعات في العصور الوسطى.
 أول جامعة في العالم موجودة في المغرب العربي وتسمى بجامعة القرويين بفاس اسستها فاطمه الفهرية عام 859م وتخرج منها بابا أوروبا «سليفستر الثاني» (999_1003) وابن العربي ومر منها ابن خلدون وابن رشد وابن حزم الاندلسي وكبار علماء العصور الوسطى _ يجب شكر العالم الإسلامي بما قدمه للبشريه باختراع الجامعة على شكلها الحالي وعلى أوروبا ان لا تتجاهل المعروف الذي قدمه لها المسلمون.
لا تشمل هذه القائمة مؤسسات التعليم العالي الأخرى مثل تلك التي كانت موجودة في اليونان القديمة، وبلاد فارس، وروما القديمة، ووالإمبراطورية البيزنطية، والصين القديمة، والهند، والعالم الإسلامي، وذلك بسبب الاختلافات الثقافية والتاريخية والهيكلية الخاصة بها، ولا حتى الجامعات الأوروبية في العصور الوسطى التي انبثقت منها الجامعات الحديثة.

## أصول العصور الوسطى
كانت الجامعة كمؤسسة تعليمية متجذرة تاريخياً في هذا المجتمع في القرون الوسطى،  التي بدورها أثرت على شكل
ما من مؤسسة أوروبية أخرى انتشرت في العالم كله بالطريقة التي انتشرت بها الشكل التقليدي للجامعات الأوروبية.  فالدرجات الأكاديمية التي منحتها الجامعات الأوروبية - البكالوريوس والليسانس والماجستير والدكتوراه - قد اعتمدت في كافة المجتمعات حول العالم. أما الكليات الأربع التي كانت معروفة في العصور الوسطى بأشكالها المختلفة فهي: الفلسفة والآداب والفنون والعلوم والعلوم الإنسانية - القانون والطب واللاهوت، وقد تكون منها تخصصات فرعية عديدة خاصة العلوم الاجتماعية والدراسات التقنية.

## الانتشار الحديث
منذ العصور الحديثة المبكرة، انتشرت الجامعات تدريجياً في أنحاء العالم، واستبدلت في نهاية المطاف معاهد التعليم العالي القديمة وأصبحت مؤسسات بارزة للتعليم في كل مكان. لقد حدثت هذه العملية وفق التسلسل الزمني التالي:
- أوروبا الغربية: منذ القرن الحادي عشر/القرن الثاني عشر الميلادي
- أوروبا الشرقية: منذ القرن الرابع عشر/القرن الخامس عشر الميلادي
- الأمريكيتين: منذ القرن السادس عشر الميلادي
- أستراليا: منذ القرن التاسع عشر الميلادي
- آسيا وأفريقيا: منذ القرن التاسع عشر/القرن العشرين الميلادي، عدا الفلبين حيث أسست جامعة سانتو توماس وجامعة سان كارلوس في القرنين السابع عشر والقرن السادس عشر الميلاديين على التوالي.

## أقدم جامعة في العالم
تعتبر جامعة بولونيا أقدم جامعة مستمرة بالعمل في العالم بحسب التعريف الحديث للجامعة، تأسَّست عام 1088 في مدينة بولونيا في إيطاليا، بدأت جامعة بولونيا كمدرسة دينيَّة كتدرائية مرتبطة بالكنيسة الكاثوليكية التي كانت تسيطر على أوروبا في ذلك الوقت ولكنَّها سرعان ما انفصلت عنها مع الزيادة الكبيرة في عدد الطلاب الوافدين إليها والذي بلغ قرابة ألف طالب في تلك الأثناء.
جامعة بولونيا اليوم هي ثاني أكبر جامعة في إيطاليا بعد جامعة لاسبينزا في روما، ويدرس فيها قرابة 100 ألف طالب موزعين على 23 كلية مختلفة، وبالإضافة لمقرها الرئيسي في مدينة بولونيا يوجد للجامعة فروع في مدن إيطالية أخرى مثل تشيزينا، فورلي، رافينا، ريميني، وفي عام 1998 تمَّ افتتاح فرع جديد لها في بوينس آيرس.
بالإضافة لكونها أقدم جامعة في العالم فهي أيضاً أول جامعة تمنح درجة الدكتوراه وقد حصل ذلك عام 1219، من أشهر من درس في جامعة بولونيا الشاعر الإيطالي الكبير دانتي أليغري مؤلف الكوميديا الإلهية والتي تعتبر إحدى أعظم الملاحم الأدبية على مرِّ العصور، والشاعر الشهير فرانشيسكو بتراركا مؤسِّس الأدب الإنساني في أوروبا.
تقع مدينة بولونيا في وسط إيطاليا ويبلغ عدد سكانها اليوم قرابة 400 ألف نسمة، وتعتبر من أكثر المدن الإيطالية تقدُّماً وازدهاراً وغالباً ما تصنَّف في مقدمة المدن الإيطالية من حيث مستوى معيشة الأفراد، انتخبت في عام 2000 عاصمةً للثقافة الإيطالية، ورغم أنَّها تضمُّ العديد من المعالم السياحية والتراثية الهامة ولكنَّ جامعتها العريقة تعدُّ أبرز وأهم معالمها على الإطلاق.
برغم أنَّ تاريخ تأسيس هذه الجامعة غير مؤكَّد بشكل قاطع ولكنَّ أغلب المؤرِّخين يعتقدون أنَّه كان في عام 1088، وقد حصلت الجامعة على توثيق واعتراف رسمي من قبل الإمبراطور الروماني المُقدَّس فريدريك بارباروسا عام 1158، على كلِّ حال كان تطوُّر المؤسسة التعليميَّة في بولونيا إلى جامعة أمراً تدريجياً، حتى أنَّ بول غريندلر كتب: «يبدو أنَّه من غير المحتمل أن تكون هناك تعليمات وتنظيم كافيين لاستحقاق بولونيا لمصطلح الجامعة قبل 1150 وربَّما لم يحصل ذلك حتى 1180».

### القرن الخامس
- 425: تأسست جامعة القسطنطينية أو جامعة قاعة قصر مانوورا(باليونانية: Πανδιδακτήριον της Μαγναύρας)[15] في مدينة القسطنطينية عاصمة الإمبراطورية البيزنطية من قبل الإمبراطور ثيودوسيوس الثاني. وتضمنت الجامعة على كليات ومدارس في الطب، والفلسفة، واللاهوت المسيحي والقانون. وتضمن منهاج الجامعة تعليم نصوص أدبية وفلسفية وعلمية في المناهج الدراسية.[16] أعتبر عدد من الباحثون جامعة القسطنطينية كأول جامعة في العالم، علمًا أنّ هذا الرأي لا يأخذ بعين الإعتبار بسبب افتقار المراكز التعليمية البيزنطية إلى بنية الجامعات في القرون الوسطى في أوروبا الغربية والتي كانت أول من استخدم المصطلح اللاتيني Universitas لوصف مؤسسات التعليم العالي المكونة من الطلاب والأساتذة التي جاءت لتعريف الطابع المؤسسي للجامعة بعد ذلك.[17][18]

### القرن الثامن
- 737: جامعة الزيتونة في تونس المدينة أنذاك في عهد الخلافة الأموية في دمشق. تم تأسيسها في 120 للهجرة (أي 737 ميلادي)، بعد عدة سنوات تم تأسيس جامع الزيتونة في نفس المكان. مدرسة الزيتونة كانت تقدم دروس دينية (فقه مالكي، حديث وقرآن) وكذلك دراسات أدبية وعلمية. حسب المؤرخ حسن حسني عبد الوهاب، فإن جامعة الزيتونة هي من أقدم الجامعات في العالم الإسلامي والعالم بما أنها كانت مدرسة وتأسست في 737 تحت حكم الأمير الأموي عبيد الله بن الحبحاب. من بين من درس فيها بين 734 و741 يذكر سيدي علي بن زياد، بن عرفة، ابن خلدون وأخاه يحيى بن خلدون، الرحالة عبد الله التيجاني. من طلبتها المعاصرين محمد الطاهر بن عاشور، الطاهر الحداد، عبد العزيز الثعالبي وأبو القاسم الشابي.

### القرن التاسع
- 877: جامعة القرويين في فاس في المغرب: تعتبر أقدم جامعة في العالم لا زالت عاملة إلى الان وبدون انقطاع حسب تقييم اليونسكو وموسوعة غينيس للأرقام القياسية وعدد من المؤرخين[19][20][21][22][23][24][25]، ولكن لم يحصل الاتفاق بشأن ذلك، حيث أشار مؤرخون كأبي الحسن علي الجزنائي (القرن 14) وإفاريست ليفي بروفنسال (القرن 20) إلى أنها لم تعتبر جامعة إلا في القرن الثالث عشر، حيث تم تنويع الدراسات التي كانت متمحورة حول الديانة الإسلامية. خرّجت القرويين عدة علماء وفلاسفة عرب وأجانب. تعتبر جامعة القرويين أول مؤسسة علمية اخترعت الكراسي العلمية المتخصصة والدرجات العلمية في العالم.[26][27][28][29][30]

### القرن العاشر
- 970: جامعة الأزهر في القاهرة في مصر في عهد الخلافة الفاطمية تحت المعز لدين الله.

## المؤسَّسات التعليمية الإسلامية في العصور الوسطى
هناك العديد من المدارس والمؤسَّسات الدينيَّة والتعليميَّة التي تمَّ إنشاؤها في الشرق الأوسط وشمال إفريقيا في العصر الذهبي للحضارة العربية الإسلامية، ولكنَّها لم تكن جامعات بالمعنى الحديث للجامعة ولم تحقِّق أغلب الشروط التي توفَّرت لاحقاً في الجامعات الأوروبية في بداية عصر النهضة، وأشهر مثاليين على هذه المدارس والمؤسَّسات التعليمية:
- جامعة القرويين: ترجع أصولها إلى مسجد القرويين والمدرسة المرتبطة به التي تمَّ تأسيسها عام 859 في المغرب، ولكنَّها لم تصبح جامعة إلَّا عام 1965.
- جامعة الزيتونة: تعود أصولها إلى مدرسة الزيتونة التي تأسست حوالي عام 737 في تونس، وأصبحت جامعة عام 1961.

### منذ القرن الحادي عشر حتى نهاية الخامس عشر
| سنة الإنشاء:                        | الموقع وقت الإنشاء:                          | الموقع الحالي                    | اسم الجامعة:                      | ملاحظات: |
| ----------------------------------- | -------------------------------------------- | -------------------------------- | --------------------------------- | --- |
| أغلقت لفترات قصيرة خلال 1088        | الدولة البابوية                              | بولونيا، إيطاليا                 | جامعة بولونيا                     | أول جامعة في العالم بالمفهوم المتعارف عليه للتعليم العالي ، |
| 1150                                | المملكة الفرنسية                             | باريس، فرنسا                     | جامعة باريس                       | تأسست في منتصف القرن الثاني عشر. وأعلنت كجامعة رسمية معترف بها ما بين عامي 1160 و1170، وقد يكون ذلك في وقت أسبق. علقت الدراسة فيها لمدة قرن من الزمن (1793-1896)، تعرف الجامعة غالباً بجامعة السوربون والتي سميت على اسم مؤسس "كلية السوربون" "روبرت دو سوربون" عام 1257. وعليه فإن الجامعة أقدم، ولم تكن متمركزة في السوربون. نشأ عنها 13 جامعة مختلفة، الخمسة الأولى منها كان نواة جامعة سوربون التاريخية، وتحمل ثلاثة منها "سوربون" في أسمائها.                                                                    |
| 1167 (1254)                         | مملكة إنجلترا                                | أوكسفورد، المملكة المتحدة        | جامعة أوكسفورد                    | يدّعى بأنها أقدم جامعة في العالم، لكن ليس هناك زمن محدد لتاريخ تأسيسها. لكن التدريس بدء فيها بشكل أو بآخر منذ 1096 وتطور بشكل لافت منذ 1167 حين منع هنري الثاني ملك إنجلترا الطلاب الإنجليز من الالتحاق بجامعة باريس. علقت الدراسة في الجامعة عام 1209 بسبب إعدام إثنين من علماء المدينة، وعام 1355 بسبب أحداث الشغب في سانت سكولاستيكا. لكن الدراسة استمرت أثناء الحرب الأهلية الإنجليزية (1642-1651). لم تحصل الجامعة على الميثاق الباباوي حتى عام 1254.                                                            |
| 1209 (1231)                         | مملكة إنجلترا                                | كامبردج، المملكة المتحدة         | جامعة كامبردج                     | أسسها عدد من العلماء الذين تركوا جامعة أكسفورد، بعد الخلاف الذي نشأ عن مقتل عالمين عام 1209، وقد حصلت على الميثاق الملكي عام 1231. ولكن الجامعة اعتمدت عام 1209 كذكرى لتأسيسها. |
| 1218 (وقد يكون التاريخ أقدم من ذلك) | مملكة ليون                                   | سلامنكا، إسبانيا                 | جامعة سلامنكا                     | أقدم جامعة لا تزال تعمل إلى الآن في إسبانيا. على الرغم من وجود سجلات للجامعة تفيد بأنها كانت تمنح الدرجة العلمية قبل سنوات عديدة، إلا أنها تلقت المرسوم الملكي للتأسيس باسم "ESTUDIO" عام 1218، ما يجعلها رابع أو ثالث أقدم جامعة في أوروبا. ومع ذلك فهي الأولى التي تحصل على لقب "جامعة"؛ إذ منحها هذا اللقب ألفونسو العاشر ملك قشتالة وليون والبابوية الكاثوليكية عام 1254. استبعدت كليات اللاهوت والقانون الكنسي من الجامعة بموجب أمر حكومي عام 1852، والتي أصبحتا فيما بعد الجامعة البابوية في سلامنكا عام 1940. |
| 1222 (وقد تكون أقدم من ذلك)         |                                              | بادوا، إيطاليا                   | جامعة بادوا، إيطاليا              | أسسها عدد من العلماء والأساتذة بعد أن تركوا جامعة بولونيا. |
| 1224                                | مدينة نابولي                                 | نابولي، إيطاليا                  | جامعة نابولي فيدريكو الثاني       | أول جامعة عامة، أسسها الامبراطور فريدريك الثاني (إمبراطور روماني مقدس)، امبراطور الإمبراطورية الرومانية المقدسة. |
| 1229                                | فرنسا في العصور الوسطى                       | تولوز، فرنسا                     | جامعة تولوز                       | |
| 1240                                | جمهورية سيينا                                | سيينا، إيطاليا                   | جامعة سيينا                       | أسست من قبل بلدية قروسطية في سيينا عام 1240. عام 1321، استطاعت الجامعة جذب عدد كبير من الطلاب نظراً لحركة نزوح جماعي كبيرة من مناطق مجاورة كجامعة بولونيا. أغلقت الجامعة مؤقتاً في الفترة 1808-1815 عندما احتلت قوات نابليون توسكانا. في 7 نوفمبر 1990 احتفلت الجامعة بعيدها 750. |
| 1241                                | مملكة قشتالة، تاج قشتالة                     | بلد الوليد، إسبانيا              | جامعة بلد الوليد                  | الفرضية الوحيدة هي أن إنشاءها جاء نتيجة نقل Palencia General Survey بين 1208 و1241 بواسطة ألفونسو الثامن ملك قشتالة، ملك مملكة قشتالة، والمطران Tello Téllez de Meneses. |
| 1289                                | فرنسا في العصور الوسطى                       | مونبلييه، فرنسا                  | جامعة مونبلييه                    | الجامعة هي أقدم بكثير من تاريخ التأسيس الرسمي المعلن، ويرتبط ذلك بالمرسوم الباباوي الذي أصدره البابا نيكولاس الرابع في 1289، حيث جمعت المدارس القديمة التي كانت موجودة منذ عهد بعيد في الجامعة |
| 1290                                | الدولة البابوية                              | ماشيراتا، إيطاليا                | جامعة ماشيراتا                    | تأسست عام 1290، وتكونت من 7 كليات. |
| 1290                                | مملكة البرتغال لشبونة                        | قلمرية، البرتغال                 |                                   | بدأت نشاطها في لشبونة، تعود محاولات اعتمادها كأول جامعة في البرتغال إلى عام 1288، صدر المرسوم الباباوي باعتمادها جامعة عام 1290 في عهد البابا نيكولا الرابع. |
| 1293                                | تاج قشتالة                                   | مدريد، إسبانيا                   | جامعة كمبلوتنسي بمدريد            | أسسها الملك سانشو الرابع ملك قشتالة عام 1293، منحت المرسوم الباباوي عام 1499. وسرعان ما اكتسبت شهرة عالمية بفضل رعاية فرانثيسكو خيمينيث دي ثيسنيروس، انتقلت الجامعة إلى مدريد عام 1836 بموجب مرسوم ملكي، صدر قانون مويانو عام 1857 وفيه إذن بأن تكون الجامعة الاسبانية الوحيدة المخولة بمنح لقب دكتور لأي باحث. بقي هذا القانون سارياً حتى عام 1954. |
| 1303                                | الدولة البابوية                              | روما، إيطاليا                    | جامعة روما سابينزا                | أسسها بونيفاس الثامن، ثم أصبحت جامعة الولاية عام 1935. ووفقاً للموسوعة الكاثوليكية، ظلت الجامعة مغلقة خلال كامل فترة كليمنت السابع الباباوية". |
| 1308                                |                                              | بيروجيا، إيطاليا                 | جامعة بيروجيا                     | تأسست بموجب مرسوم باباوي أصدره البابا كليمنت الخامس. |
| 1321                                | جمهورية فلورنسا                              | فلورنسا، إيطاليا                 | جامعة فلورنسا                     | |
| 1336                                | الدولة البابوية                              | كاميرينو، إيطاليا                | جامعة كاميرينو                    | يتذكر المثقف والفقيه سينو من بيستويا والذي عاش في مارشي في الفترة 1319-1321 وفي كاميرينو في ربيع 1321 أن المدارس الشرعية ازدهرت في المقاطعة. كانت كاميرينو مركزاً للتعليم حتى بدايات عام 1200، وقد منحت مراكزها درجات علمية في القانون المدني والقانون الكنسي والطب والدراسات الأدبية. بناءً على مرسوم باباوي صدر في 29 يناير 1377، أخذ غريغوري الحادي عشر قراراً بموجبه يفوّض كاميرينو بمنح درجات البكالوريوس والدكتوراة بسلطة رسولية.                                                                                  |
| 1343                                | جمهورية بيزا                                 | بيزا، إيطاليا                    | جامعة بيزا                        | تأسست رسمياً في 3 سبتمبر 1343 بموجب مرسوم أصدره كليمنت السادس، على الرغم من القانون كان يُدرّس في بيزا من القرن الحادي عشر. الآن تعتبر الجامعة واحدة من أهم الجامعات في إيطاليا. |
| 1348                                | مملكة بوهيميا الإمبراطورية الرومانية المقدسة | براغ، جمهورية التشيك             | جامعة تشارلز في براغ              | أغلقت ثلاث من أصل أربع كليات عام 1419، ثم انضمت للجامعة اليسوعية وأعيدت تسميتها لتصبح "جامعة شارل فيرديناند" عام 1652، ثم انقسمت إلى جزئين ألماني وتشيكي عام 1882. أغلق الفرع التشيكي أثناء الاحتلال النازي (1939-1945)، أما الفرع الألماني فأغلق عام 1945. |
| 1361                                | -فيسكونتي                                    | بافيا، إيطاليا                   | جامعة بافيا                       | أغلقت لفترات قصيرة خلال الحروب الإيطالية والحروب النابليونية وثورات 1848. |
| 1364                                | مملكة بولندا                                 | كراكوف، بولندا                   | جامعة ياغيلونيا                   | أنشأها كازيمير الثالث الأعظم. توقف تطوّر الجامعة بعد موته، لكن أعيد تأسيسها منذ عام 1400. أغلقت الجامعة أثناء الاحتلال الألماني لبولندا في الفترة 1939-1945. وأعيد افتتاحها بعد الاستقلال. |
| 1365                                | الإمبراطورية الرومانية المقدسة               | فيينا، النمسا                    | جامعة فيينا                       | أدمجت مع جامعة باريس. |
| 1367                                | مملكة المجر                                  | بيتش، المجر                      | جامعة بيتش                        | |
| 1386                                | الإمبراطورية الرومانية المقدسة               | هايدلبرغ، ألمانيا                | جامعة هايدلبرغ                    | أنشأها روبرت الأول (أمير جرماني). أقدم جامعات ألمانيا. |
| 1391                                | -إستي                                        | فيرارا، إيطاليا                  | جامعة فيرارا                      | أنشأها الماركيز ألبرتو دي إستي. |
| 1404                                | دوقية سافوي                                  | تورينو، إيطاليا                  | جامعة تورينو                      | أنشأها الأمير "لويس (أمير بدمونت" أثناء حكم أنتيبوب فيلكس الخامس. |
| 1409                                | الإمبراطورية الرومانية المقدسة               | لايبزيغ، ألمانيا                 | جامعة لايبتزغ                     | تأسست عندما غادر الموظفون الناطقون بالألمانية مدينة براغ بسبب أزمات يان هوس. |
| 1409                                | مقاطعة بروفانس                               | آكس آن بروفانس، فرنسا            | جامعة آن بروفانس                  | أسسها لويس الثاني أمير بروفانس في 9 ديسمبر 1409. |
| 1413                                | مملكة اسكتلندا                               | سنت اندروز، المملكة المتحدة      | جامعة سانت أندروز                 | أسسها البابا بنديكت الثالث عشر |
| 1419                                | الإمبراطورية الرومانية المقدسة               | روستوك، ألمانيا                  | جامعة روستوك                      | خلال فترة الإصلاح البروتستانتي، أغلقت الجامعة الكاثوليكية في روستوك لفترة طويلة بحيث كان إعادة فتحها بمثابة تأسيس جديدة. |
| 1434                                | مملكة صقلية                                  | قطانية، إيطاليا                  | جامعة كاتانيا                     | أقدم جامعة في صقلية. أسسها ألفونسو الخامس ملك أراغون. |
| 1450                                | تاج أراغون                                   | برشلونة، إسبانيا                 | جامعة برشلونة                     | أسسها ألفونسو الخامس ملك أراغون بعد توحيد التعليم الجامعي. وجدت في تلك المدينة ولمدة تسعة وأربعين عاماً قبل تأسيس الجامعة كلية للطب أسسها مارتن الأول ملك أراغون، وفي القرن الثالث عشر أصبح في برسلونه عدد من الجامعات المدنية والكنسية. |
| 1451                                | مملكة اسكتلندا                               | غلاسكو، المملكة المتحدة          | جامعة غلاسكو                      | أنشأها البابا |
| 1456                                | الإمبراطورية الرومانية المقدسة               | غرايفسفالت، ألمانيا              | جامعة غرايفسفالت                  | بدأ التدريس فيها عام 1436. تأسست بمبادرة من هينريتش روبيناو، عمدة غرايفسفالت، بموافقة كاليستوس الثالث وفريدريك الثالث، تحت حماية وارتسلو التاسع دوق بومرانيا. توقف التدريس مؤقتاً خلال الفترة (1527-1539) إصلاح بروتستانتي. |
| 1457                                | الإمبراطورية الرومانية المقدسة               | فرايبورغ، ألمانيا                | جامعة فرايبورغ                    | نقلت مؤقتاً إلى كونستانس الأعوام 1686–98 و1713–15. |
| 1460                                | الإمبراطورية الرومانية المقدسة               | بازل، سويسرا                     | جامعة بازل                        | تأسست عام 1460، وتعتبر جامعة بازل الأقدم في سويسرا |
| 1472                                | الإمبراطورية الرومانية المقدسة               | ميونخ، ألمانيا                   | جامعة لودفيش ماكسيميليان في ميونخ | تأسست في إنغولشتات عام 1459، نقلت إلى لاندسهوت في عام 1800، ثم نقلت إلى ميونيخ عام 1826. |
| 1477                                | الإمبراطورية الرومانية المقدسة               | توبينغن، ألمانيا                 | جامعة توبنغن                      | |
| 1477                                | اتحاد كالمار                                 | أوبسالا، السويد                  | جامعة أوبسالا                     | أصدر البابا سيكستوس الرابع مرسوماً باباوياً عام 1477 منحت الجامعة بموجبه حقوقها، وعليه أنشأت عدداً من الأحكام؛ أهمها أن الجامعة أعطيت رسمياً نفس الحريات والامتيازات التي تتمتع بها جامعة بولونيا. |
| 1479                                | اتحاد كالمار                                 | كوبنهاغن، الدنمارك               | جامعة كوبنهاغن                    | |
| 1481                                | جمهورية جنوة                                 | جنوة، إيطاليا                    | جامعة جنوة                        | تأسست عام 1481 (نادي ثقافي). |
| 1495                                | مملكة اسكتلندا                               | أبردين، المملكة المتحدة          | جامعة أبردين                      | تأسست كلية الملك في أبردين بموجب مرسوم باباوي عام 1495، بينما تأسست كلية ماريشال عام 1593؛ ثم دمجت الكليتان عام 1860 |
| 1495                                | مملكة جليقية                                 | سانتياغو دي كومبوستيلا، إسبانيا. | جامعة سانتياغو دي كومبوستيلا      | تعود جذور هذه الجامعة إلى عام 1495، عندما افتتحت مدرسة في سانتياغو. عام 1504، أصدر البابا يوليوس الثاني مرسوماً باباوياً صادق فيه على إنشاء جامعة في سانتياغو، ومنحها البابا كليمنت السابع مرسوماً باباوياً عام 1526. |
| 1499                                | تاج أراغون                                   | بلنسية                           | جامعة بلنسية                      | |

## أقدم الجامعات التي لا تزال عاملة ما بعد عام 1500، حسب الدولة أو المنطقة
كان في غالبية الدول الأوروبية جامعات بحلول 1500. بعد 1500، بدأت الجامعات في الانتشار إلى البلدان الأخرى في جميع أنحاء العالم:

### أوروبا
| الدولة          | اسم الجامعة | تاريخ التأسيس             | ملاحظات |
| --------------- | --- | ------------------------- | --- |
| النمسا          | جامعة غراتس جامعة سالزبورغ جامعة إنسبروك | 1622 1585 1669            | |
| بلجيكا          | جامعة خنت جامعة لييج الجامعة الكاثوليكية في ميشلان جامعة بروكسل الحرة | 1817 1834                 | |
| البوسنة والهرسك | جامعة سراييفو | 1949                      | |
| بلغاريا         | جامعة صوفيا | 1888                      | |
| كرواتيا         | جامعة زغرب |                           | |
| جمهورية التشيك  | جامعة بالاسكو جامعة التشيك التقنية | 1573 1707                 | جامعة التشيك التقنية هي أقدم جامعة تقنية "غير عسكرية" في أوروبا |
| الدنمارك        | جامعة الدنمارك التقنية | 1829                      | |
| المملكة المتحدة | جامعة درم جامعة لندن | 1832 1836                 | |
| إستونيا         | جامعة تارتو | 1632                      | أغلقت من 1710 وحتى 1802 |
| فنلندا          | جامعة هلسنكي | 1640                      | كانت في الأصل أكاديمية توركو، ولكنها انتقلت إلى هلسنكي عام 1827 |
| جورجيا          | جامعة تبليسي الحكومية | 1918                      | |
| اليونان         | جامعة أثينا جامعة أثينا الوطنية التقنية | 1837 1836                 | |
| آيسلندا         | جامعة أيسلندا | 1911                      | |
| أيرلندا         | جامعة دبلن | 1592                      | |
| إيطاليا         | جامعة أوربينو | 1506                      | |
| المجر           | جامعة سيميلفايز جامعة بودابست للتقنية والاقتصاد | 1769 1782                 | |
| لاتفيا          | جامعة ريغا التقنية | 1862                      | |
| مالطا           | جامعة مالطا | 1768                      | تأسست في البداية من قبل اليسوعيين عام 1592 |
| هولندا          | جامعة ليدن جامعة غرونينغن جامعة أمستردام جامعة أوتريخت | 1575 1614 1632 1636 \|\|  | |
| شمال إيرلندا    | جامعة الملكة في بلفاست | 1845                      | |
| النرويج         | جامعة أوسلو | 1811                      | |
| ليختنشتاين      | مدرسة ليختنشتاين العليا | 1992                      | |
| ليتوانيا        | جامعة فيلنيوس | 1579                      | كانت خلفاً لأكاديمية فيلنيوس التي تأسست عام 1570، على الرغم من أن عملها لم يكن متواصلاً فقد أغلقت الجامعة من عام 1832 حتى 1919 ومرة أخرى عامي 1943-1944              |
| لوكسمبورغ       | جامعة لوكسمبورغ | 2003                      | |
| بولندا          | جامعة فروتسواف جامعة وارسو | 18161701                  | أعيد تأسيسها عام 1811 |
| البرتغال        | جامعة إيفورا جامعة لشبونة جامعة بورتو جامعة لشبونة التقنية جامعة لشبونة الجديدة | 1559–1759 1911 1930 1973  | جامعة إيفورا هي ثاني أقدم جامعة في البرتغال، استأنفت العمل عام 1973                                                                                                |
| رومانيا         | جامعة بوخارست جامعة أليكساندرو إيوان كوزا | 1864 1860                 | جامعة أليكساندرو إيوان كوزا هي أول جامعة حديثة في رومانيا، وتم تأسيسها بعد فترة قصيرة من تأسيس الممالك المتحدة. أما جامعة بوخارست فهي ثاني جامعة حديثة في رومانيا. |
| روسيا           | جامعة موسكو الحكومية جامعة سانت بطرسبورغ الحكومية جامعة كانت الروسية الحكومية | 1755 1724–1803، 1819 1967 | تدعي جامعة كانت الروسية الحكومية استمرارية العمل خلفاً لجامعة كونيغسبرغ منذ 1544                                                                                    |
| إسكتلندا        | جامعة إدنبرة | 1583                      | |
| صربيا           | جامعة بلغراد |                           | أنشأت عام 1808 باسم مدرسة بلغراد العليا، عام 1838 اندمجت مع إدارات كراغويفاتش في جامعة واحدة بالاسم الحالي من عام 1905                                             |
| سلوفينيا        | جامعة ليوبليانا | 1919                      | |
| السويد          | جامعة لوند | 1666                      | |
| سويسرا          | جامعة كانتونات سويسرا جامعة زيورخ، 1525. جامعة لوزان، 1537 جامعة جنيف أسسها جان كالفن 1559 جامعة فريبورغ 1889 جامعة برن، 1834 جامعة نيوشاتيل، 1838 جامعة لوتزرن، 1851 جامعة سانت جالن، 1898 جامعة سويسرا الإيطالية، 1996: أحدث جامعة سويسرية المعهد السويسري الفيدرالي للتكنولوجيا معهد البوليتيكنيك السويسري الاتحادي في لوزان (EPFL) تأسس عام 1853، افتتح عام 1869 المعهد الفدرالي للتكنولوجيا بزورخ (ETHZ) 1855 |                           | تعتبر جامعة زيورخ أكبر جامعات سويسرا بعدد طلاب يبلغ 25,000 طالب.                                                                                                   |
| تركيا           | جامعة إسطنبول التقنية جامعة إسطنبول جامعة يلدز التقنية | 1773 1900 1911            | تأسست جامعة اسطنبول التقنية باسم مدرسة المهندسين البحريين تأسست جامعة اسطنبول عام 1453 على يد السلطان العثماني محمد الثاني                                         |
| أوكرانيا        | جامعة لفيف | 1661                      | |
| ويلز            | جامعة ويلز، كلية سانت ديفيد | 1822                      | الآن جامعة ويلز، سانت ديفيد الثالوث. |

### أمريكا اللاتينية ومنطقة البحر الكاريبي
| الدولة              | اسم الجامعة                                                 | سنة التأسيس          | ملاحظات |
| ------------------- | ----------------------------------------------------------- | -------------------- | --- |
| الأرجنتين           | جامعة كوردوبا الوطنية                                       | 1613                 | |
| بوليفيا             | جامعة القديس سانت فرانسيس خافيير الملكية والباباوية العظمى  | 1624                 | |
| البرازيل            | الأكاديمية المدفعية الملكية، تحصين وتخطيط                   | 1792                 | تعرف اليوم باسم المعهد العسكري للهندسة |
| تشيلي               | جامعة تشيلي                                                 | 19 آب (أغسطس) 1622   | تأسست باسم جامعة القديس توما ألكويني، ثم تغيّر الاسم إلى "جامعة دي سان فيليب" عام 1738                                                               |
| كولومبيا            | جامعة سانت توما الاكويني                                    | 1580                 | |
| كولومبيا            | كلية مايور دي نوسترا سينورا ديل روساريو - جامعة ديل روساريو | 1653                 | |
| كوبا                | جامعة هافانا                                                | 1728                 | |
| جمهورية الدومينيكان | جامعة روس                                                   | 1978                 | |
| جمهورية الدومينيكان | جامعة القديس توماس الإكويني                                 | 1538                 | أنشأت بموجب مرسوم باباوي عام 1538 في سانتو دومينغو. ولا تعتبر الجامعة الأكثر عمراً من حيث العمل المتواصل في أمريكا                                   |
| الإكوادور           | جامعة الإكوادور المركزية                                    | 1622، 19 أيار (مايو) | تأسست باسم جامعة سان غريغوريو ماغنو الملكية الباباوية                                                                                               |
| غرينادا             | جامعة القديس جورج                                           | 1976                 | |
| غواتيمالا           | جامعة القديس كارلوس في غواتيمالا                            | 1676                 | |
| هندوراس             | جامعة هندوراس الوطنية المستقلة                              | 1847                 | |
| جامايكا             | جامعة غرب الأنديز جامعة مونا 1948 جامعة التكنولوجيا 1958    |                      | |
| المكسيك             | سانتا كروث دي تلاتيلولكو (محل نزاع)                         |                      | |
| المكسيك             | الجامعة الوطنية المستقلة في المكسيك                         | 1551                 | عام 1920 غيرت اسمها إلى الجامعة الوطنية المستقلة في المكسيك، عندما أعطيت الحق في تحديد مناهجها الدراسية وإدارة ميزانيتهاالخاصة دون تدخل من الحكومة. |
| المكسيك             | جامعة بويبلا المستقلة                                       | 1587                 | (تحولت إلى جامعة عامة عام 1937) |
| المكسيك             | جامعة غوادالاخارا                                           | 1791                 | قانونياً فكان تأسيسها عام 1925 |
| بنما                | جامعة بنما                                                  | 1935                 | |
| باراغواي            | جامعة أسونسيون الوطنية                                      | 1889                 | |
| بيرو                | جامعة سان ماركوس الوطنية                                    | 1551                 | تأسست في ليما عام 1551، وهي أقدم جامعة في الأمريكيتين لا تزال تعمل عملاً متواصلاً دون انقطاع.                                                         |
| بيرو                | جامعة سان أنطونيو أباد الوطنية                              | 1692                 | |
| بورتوريكو           | جامعة بورتو ريكو                                            | 1903                 | |
| سورينام             | جامعة سورينام أنتون دو كوم                                  | 1968                 | |
| الأوروغواي          | جامعة الجمهورية                                             | 1849                 | |
| فنزويلا             | جامعة فنزويلا المركزية                                      | 1721                 | |

### أمريكا الشمالية
| الدولة           | اسم الجامعة                         | تاريخ التأسيس  | ملاحظات |
| ---------------- | ----------------------------------- | -------------- | --- |
| كندا             | جامعة لافال                         | 1663           | حصلت على الاعتماد 1852، وهي أقدم معهد تعليم عالي (لما بعد المرحلة الثانوية) في كندا، وقد عرفت آنذاك باسم "مدرسة كيبيك".                                                              |
|                  | جامعة نيو برونزويك                  | 1785           | حصلت على الاعتماد عام 1827، وهي أقدم معهد تعليم عالي باللغة الإنجليزية لما بعد المرحلة الثانوية في كندا، كان اسمها آنذاك كلية نيو برونزويك.                                          |
|                  | جامعة كلية الملك                    | 1789           | اعتمدت عام 1802 (أقدم جامعة مستأجرة في كندا؛ أنشأت باسم كلية الملك) |
| المكسيك          | الجامعة الوطنية المستقلة في المكسيك | 21 سبتمبر 1551 | تأسست باسم جامعة المكسيك الملكية الباباوية (تغير الاسم عام 1920 إلى جامعة المكسيك الوطنية المستقلة بعد أن أصبحت مستقلة وأصبح لها مناهجها الخاصمة وميزانيتها الخاصة دون تدخل الحكومة) |
|                  | جامعة بويبلا المستقلة               | 1587           | تحولت إلى جامعة عامة عام 1937. |
|                  | جامعة غوادالاخارا                   | 12 أكتوبر 1791 | تاريخ التأسيس القانوني فهو 12 أكتوبر 1925. |
| الولايات المتحدة | جامعة هارفارد                       | 1636           | اعتمدت عام 1650 |
|                  | كلية وليام وماري                    |                | اعتمدت عام 1693 |
|                  | كلية سان جونز                       | 1697           | تقع في (أنابوليس/سانتا في)، تأسست كمدرسة ثانوية باسم مدرسة الملك ويليام، عام 1697، اعتمدت ككلية عام 1784                                                                             |
|                  | ييل                                 |                | اعتمدت عام 1701، انتقلت إلى الموقع الحالي عام 1718 |
|                  | جامعة برنستون                       |                | اعتمدت عام 1746 |
|                  | جامعة كولومبيا                      |                | اعتمدت عام 1754 |
|                  | جامعة بنسلفانيا                     |                | اعتمدت باسم كلية فيلادلفيا عام 1755. |
|                  | جامعة براون                         |                | اعتمدت عام 1764 |
|                  | جامعة روتجرز                        |                | اعتمدت بهذا الاسم عام 1766 |

### أفريقيا
| الدولة         | اسم الجامعة                                           | التأسيس       | ملاحظات                                        |
| -------------- | ----------------------------------------------------- | ------------- | ---------------------------------------------- |
| تونس           | جامعة الزيتونة                                        | 737           | تقع في مدينة تونس                              |
| المغرب         | جامعة القرويين                                        | 859           | تقع في مدينة فاس                               |
| مصر            | جامعة الأزهر جامعة القاهرة الجامعة الأمريكية بالقاهرة | 975 1908 1919 |                                                |
| سيراليون       | كلية فورا باي - جامعة سيراليون                        | 1827          |                                                |
| جنوب إفريقيا   | جامعة كيب تاون جامعة ستيلنغبوش                        | 1829 1866     |                                                |
| ليبيريا        | كلية ليبيريا - جامعة ليبيريا                          | 1951          |                                                |
| السودان        | جامعة الخرطوم                                         | 1902          | (غيّر اسمها من كلية غوردون التذكارية عام 1956). |
| الجزائر        | جامعة الجزائر                                         | 1909          |                                                |
| أوغندا         | جامعة ماكريري                                         | 1922          |                                                |
| كينيا          | جامعة إيغرتون                                         | 1939          |                                                |
| غانا           | جامعة غانا                                            | 1948          |                                                |
| نيجيريا        | جامعة إبدان                                           | 1948          |                                                |
| إثيوبيا        | جامعة أديس أبابا                                      | 1950          |                                                |
| زيمبابوي       | جامعة زيمبابوي                                        | 1952          |                                                |
| أنغولا         | جامعة أغوستينو نيتو                                   | 1962          |                                                |
| موزمبيق        | جامعة إدواردو موندلين                                 | 1962          |                                                |
| قالب:كاب فيردي | جامعة جان بياجيه كيب فيردي                            | 2001          |                                                |

### آسيا
| الدولة         | اسم الجامعة                                                                                           | تاريخ التأسيس                                                       | ملاحظات |
| -------------- | --- | ------------------------------------------------------------------- | --- |
| أفغانستان      | جامعة كابول للطب جامعة كابول                                                                          | 1946 1931                                                           | |
| أرمينيا        | جامعة يريفان الحكومية                                                                                 | 1919                                                                | |
| أذربيجان       | جامعة باكو الحكومية                                                                                   | 1919                                                                | |
| البحرين        | جامعة البحرين                                                                                         | 1986                                                                | |
| بنغلاديش       | جامعة دكا                                                                                             | 1921                                                                | |
| كمبوديا        | الجامعة الملكية للفنون الجميلة الجامعة الملكية للقانون والاقتصاد جامعة بنوم بن الملكية                | 1918 1948 1960                                                      | |
| الصين          | جامعة بكين جامعة تيانجين جامعة شانغهاي جياو تونغ جامعة نان يانغ جامعة سانت جون (شانغهاي)              | 1898 1895 1896 1902 1879                                            | تأسست جامعة بكين عام 1898 باسم جامعة بكين الامبراطورية تأسست جامعة تيانجين عام 1895 باسم جامعة تيانتسجن الامبراطورية ((بالصينية: 天津北洋西學學堂/天津北洋西学学堂)) ثم تغير اسمها إلى جامعة بييانغ (Beiyang University) ((بالصينية: 北洋大學堂/北洋大学堂)). عام 1951، بعد إعادة الهيكلة، أعيدت تسمية الجامعة إلى تيانجين. تأسست جامعة شانغهاي عام 1896 باسم مدرسة نان يانغ العامة، وهي ثاني مؤسسة تعليمية تمنح درجة علمية للدراسة مدتها 4 سنوات. تأسست جامعة نان يانغ (الجامعة الوطنية المركزية)، باسم كلية سانجيانغ عام 1902، وهي أول جامعة صينية تمنح درجة الدكتوراة (عام 1927) تأسست جامعة سانت جون شانغهاي عام 1879 باسم "كلية سانت جون"، وهي أول مؤسسة تعليمية تمنح درجة البكالوريوس في الصين (عام 1907). لكنها لم تدخل ضمن رعاية الحكومة حتى عام 1947. |
| هونغ كونغ      | جامعة هونغ كونغ                                                                                       | 1912                                                                | تطورت من كلية هونغ كونغ للطب، أنشأت عام 1887 |
| الهند          | جامعة سيرامبور جامعة كالكتا                                                                           | 1818 1857                                                           | جامعة سيرامبور هي أول معهد بصفة جامعة (مع أنه لم يكن جامعة) يمنح درجات علمية في علوم الإلهيات. جامعة كالكتا هي أول جامعة متكاملة متعددة التخصصات في جنوب آسيا من حيث التأسيس، مع أن جامعة بومباي وجامعة مدراس أنشأتا في نفس السنة على التوالي. |
| إندونيسيا      | جامعة إندونيسيا معهد باندونغ للتكنولوجيا                                                              | 1947 1959                                                           | تأسست جامعة إندونيسيا باسم كلية طب الجاويين عام 1851. |
| العراق         | جامعة بغداد                                                                                           | 1956                                                                | مع أن كلية الطب الملكية العراقية تأسست عام 1928. |
| إسرائيل        | الجامعة العبرية في القدس جامعة تخنيون                                                                 | 1918 1912                                                           | جامعة تخنيون تأسست عام 1912، لكن الدراسة رسمياً بدأت عام 1924. |
| اليابان        | جامعة طوكيو جامعة كيئو                                                                                | 1630 1858                                                           | |
| الأردن         | الجامعة الأردنية                                                                                      | 1962                                                                | |
| كازاخستان      | جامعة الفارابي الكازاخية الوطنية                                                                      | 1933                                                                | |
| لبنان          | الجامعة اليسوعية الجامعة الأميركية في بيروت الجامعة اللبنانية الأميركية                               | الجامعة اليسوعية 1875 الجامعة الأمريكية 1866 الجامعة اللبنانية 1948 | |
| ماكاو          | جامعة ماكاو                                                                                           | 1981                                                                | تأسست باسم جامعة شرق آسيا عام 1981، تغيّر اسمها عام 1991. |
| ماليزيا        | جامعة المالايا                                                                                        |                                                                     | |
| منغوليا        | الأكاديمية المنغولية للعلوم معهد منغوليا للمالية والاقتصاد جامعة منغوليا الوطنية                      | 1921 1924 *1942                                                     | تأسس معهد منغوليا للمالية والاقتصاد باسم مدرسة موظفي الجمارك في أولان باتور |
| ميانمار        | جامعة رانغون                                                                                          | 1878                                                                | |
| نيبال          | جامعة تريبوفان                                                                                        | 1959                                                                | |
| باكستان        | جامعة الملك إدوراد الطبية لاهور كلية فورمان كريستيان جامعة البنجاب كلية إدواردز، بشاور، خيبر بختونخوا | 1860 1864 1882 1900                                                 | كلية فورمان كريستيان، الآن جامعة فورمان كريستيان |
| الفلبين        | جامعة سان كارلوس جامعة سانتو توماس                                                                    | 1595 1611                                                           | جامعة سان كارلوس هي أقدم معهد تعليمي في آسيا |
| السعودية       | جامعة الملك سعود                                                                                      | 1957                                                                | |
| سنغافورة       | جامعة سنغافورة الوطنية                                                                                |                                                                     | |
| كوريا الجنوبية | جامعة إيهوا للإناث جامعة سونغ كيونكوان جامعة كوريا جامعة يونسي                                        | 1886 1895 1905 1915                                                 | جامعة يونسي: تأسست الكلية عام 1915، أنشأت المستشفى عام 1885 |
| سريلانكا       | كلية كولمبو الجامعية جامعة سيلان                                                                      | 1920 1942                                                           | جامعة سيلان هي أول جامعة متعددة التخصصات متكاملة في سريلانكا |
| سوريا          | جامعة دمشق                                                                                            | 1903                                                                | تأسست عام 1923 باندماج كلية الطب (تأسست 1903) ومعهد القانون (تأسس 1913). |
| تايوان         | جامعة تايوان الوطنية جامعة تايبيه الوطنية للتكنولوجيا                                                 | 1928 1912                                                           | |
| تايلاند        | جامعة تشولالونغكورن                                                                                   | 1917                                                                | |
| فيتنام         | جامعة هانوي الطبية                                                                                    | 1902                                                                | |

### أستراليا
| الدولة    | اسم الجامعة                | التأسيس | ملاحظات                                     |
| --------- | -------------------------- | ------- | ------------------------------------------- |
| أستراليا  | جامعة سيدني                | 1850    | (الأقدم في أستراليا وأوقيانوسيا)            |
|           | جامعة ملبورن               | 1853    | (الأقدم في فكتوريا)                         |
|           | جامعة أديليد               | 1874    | (الأقدم في منطقة جنوب أستراليا)             |
|           | جامعة تسمانيا              | 1890    | (الأقدم في تسمانيا)                         |
|           | جامعة كوينزلاند            | 1909    | (الأقدم في كوينزلاند)                       |
|           | جامعة ويسترن أستراليا      | 1911    | (الأقدم في منطقة غربي أستراليا)             |
|           | الجامعة الوطنية الأسترالية | 1946    | (الأقدم في إقليم العاصمة الأسترالية)        |
|           | جامعة الإقليم الشمالي      | 1989    | (دمجت كجزء من جامعة تشارلز داروين عام 2004) |
| نيوزيلندا | جامعة أوتاغو               | 1869    | (الأقدم في الجزيرة الجنوبية)                |
|           | جامعة أوكلاند              | 1883    | (الأقدم في الجزيرة الشمالية)                |